# Czarny Rycerz (teoria spiskowa)

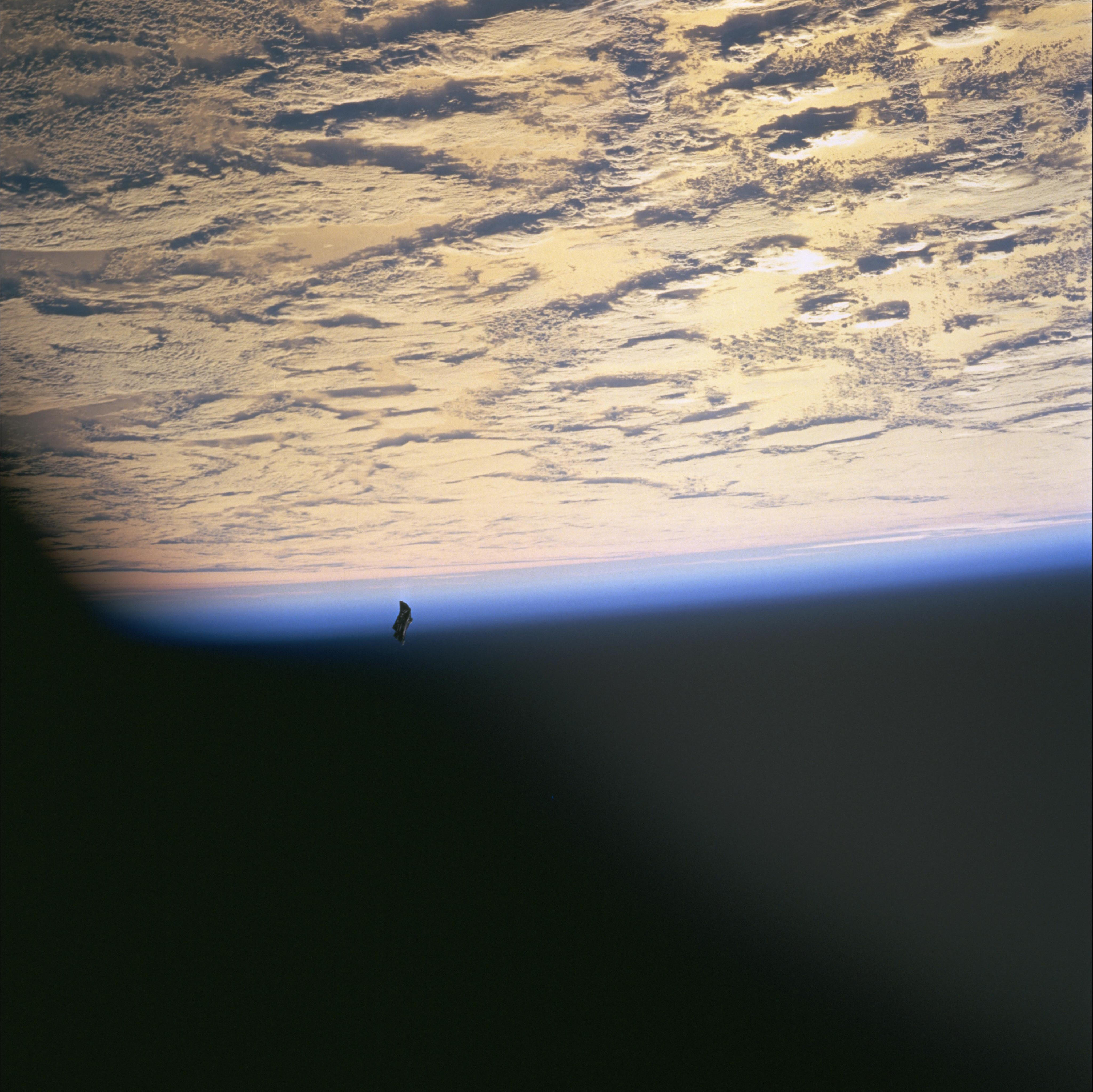
„Czarny Rycerz” na zdjęciu zrobionym 11 grudnia 1998 roku podczas misji STS-88

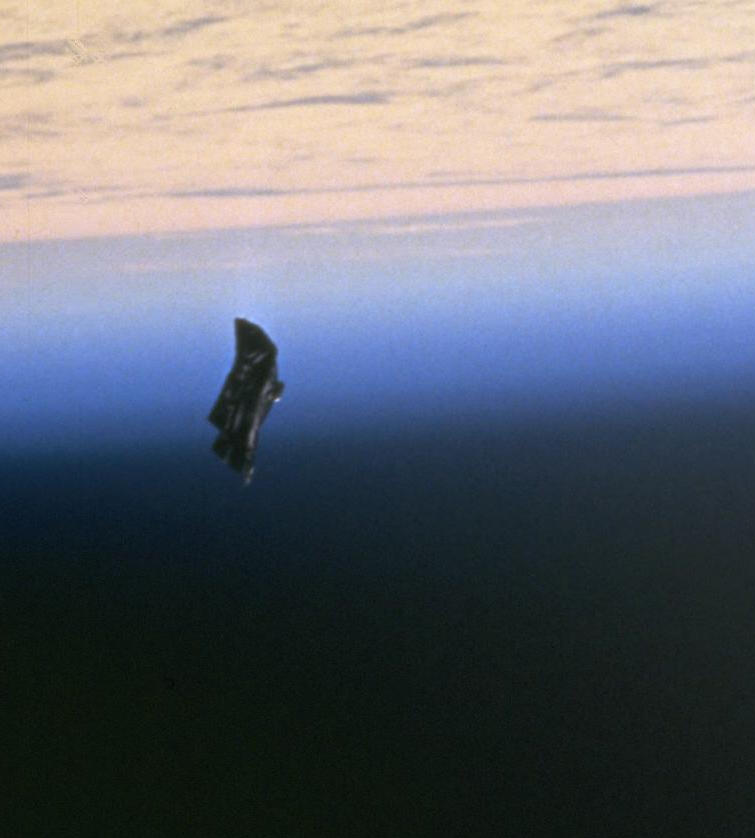
To samo zdjęcie z „Czarnym Rycerzem” w powiększeniu

Czarny Rycerz (ang. Black Knight) – teoria spiskowa o rzekomym statku kosmicznym pochodzenia pozaziemskiego znajdującym się na biegunowej orbicie Ziemi, którego istnienie i pochodzenie ukrywane jest przez amerykańską agencję kosmiczną NASA.
Zdjęcie zrobione 11 grudnia 1998 roku podczas misji STS-88, jak twierdzą niektórzy, pokazujące „Czarnego Rycerza”, zostało skatalogowane przez NASA jako zdjęcie kosmicznych śmieci, a dziennikarz James Oberg uważa je za prawdopodobny szczątek koca termicznego, który został zgubiony przez astronautów Jerry’ego Rossa i Jamesa Newmana podczas ich spaceru kosmicznego.

## Historia
Według niektórych zwolenników teorii o UFO „Czarny Rycerz” jest sztucznym satelitą pochodzenia pozaziemskiego, który krąży wokół Ziemi od około 13 tysięcy lat; „satelitarna” opowieść jest najprawdopodobniej zlepkiem kilku niepowiązanych ze sobą opowieści o różnych obiektach i ich interpretacjach. Co istotne wszystkie z nich są dobrze udokumentowane niezależnie od siebie i żadna z nich nie używała terminu „Czarny Rycerz” w swojej pierwszej publikacji. Według Martiny Redpath z planetarium w Armagh znajdującego się w Irlandii Północnej: 

„Czarny Rycerz” to mieszanina zupełnie niepowiązanych ze sobą historii; doniesienia o niezwykłych obserwacjach naukowych, autorzy promujący idee marginalne, sklasyfikowane satelity szpiegowskie i osoby nadinterpretujące zdjęcia. Te składniki zostały posiekane, zmieszane razem i wrzucone do internetu, tworząc jedną chaotyczną i niespójną porcję mitu.

Pochodzenie legendy o „Czarnym Rycerzu” jest często „datowane wstecz” na radioźródła rzekomo słyszane podczas eksperymentów radiowych Nikoli Tesli w 1899 roku i echo o dużym opóźnieniu po raz pierwszy usłyszane w norweskim Oslo przez amatorskiego radiooperatora Jørgena Halsa w 1927 roku. Brian Dunning z podcastu Skeptoid przypisuje radioźródła Tesli z 1899 roku pulsarom, które zidentyfikowano dopiero w 1968 roku.
W 1954 roku badacz UFO Donald Keyhoe powiedział prasie, że United States Air Force poinformowały, że wykryto dwa satelity krążące wokół Ziemi. W tamtym czasie żaden kraj nie posiadał technologii umożliwiającej wystrzelenie satelity. Sceptycy zauważyli, że Keyhoe w tamtym czasie promował książkę o UFO, a wiadomości były prawdopodobnie napisane z przymrużeniem oka i nie miały być traktowane poważnie.
Brytyjska rakieta o nazwie Black Knight została użyta w połączeniu z pociskiem balistycznym Blue Streak w latach 1958–1965 do testowania pojazdów do ponownego wejścia w atmosferę. Ogłoszony w 1964 roku projekt został uznany przez Ministerstwo Lotnictwa za priorytet. Program nigdy nie umieścił niczego na orbicie i nie jest związany z legendą o „Czarnym Rycerzu”.
W lutym 1960 roku amerykański tygodnik Time poinformował, że United States Navy wykryła na orbicie ciemny obiekt uważany za sowieckiego satelitę szpiegowskiego. Kolejny artykuł potwierdził, że obiekt to „szczątki satelity Discoverer VIII, która zabłądziła”.
W 1963 roku astronauta Gordon Cooper rzekomo zgłosił obserwację UFO podczas swojego lotu Mercury-Atlas 9, co miało być potwierdzone przez stacje naziemne, ale nie ma dowodów na to, że tak faktycznie było. Zarówno zapisy misji wykonane przez NASA i Coopera, nie potwierdzają żadnego takiego zgłoszenia podczas lotu.
W 1973 roku brytyjski pisarz Duncan Lunan przeanalizował echa o dużym opóźnieniu odbierane przez Halsa i spekulował, że mogą one pochodzić z sondy należącej do kosmitów, mającej 13 tysięcy lat i znajdującej się na orbicie wokół Księżyca. Zasugerował, że sonda mogła pochodzić z planety znajdującej się w Układzie Słonecznym gwiazdy Izar. Lunan później wycofał swoje wnioski, mówiąc, że popełnił „oczywiste błędy” i że jego metody były „nienaukowe”.